# Шамша
Шамша — деревня в Тобольском районе Тюменской области России. Входит в состав Полуяновского сельского поселения.
В 1930 году появились колхозы "Яхилы юл" и "Светлый путь".
Шамша происходит от прозвища от ЛИ Шаэмсетдин и персидского слова "Шам" (перевод Дамаск) или "Шэмси" (перевод солнечный).

## География
Деревня находится на берегу реки Иртыш, примерно в 47 км от Тобольска.

## Население
| 2010 |
| ---- |
| 112  |